# Redoute (fortification)
Pour les articles homonymes, voir Redoute.
Une redoute est un fort ou un système de fortification consistant généralement en un emplacement fortifié défensif à l’extérieur d’un fort plus grand dont il sert de réduit local et d'ouvrage avancé. Elle a fini par désigner simplement une petite fortification indépendante. De forme souvent carrée et rasante, elle comprend des batteries, un ou plusieurs corps de garde, des locaux logistiques (magasins à poudre, magasin d'artillerie, magasin aux vivres) et des chambrées pour la troupe. Elle constitue un ouvrage d'attaque comme de défense (protection des soldats hors de la ligne de défense principale, surveillance du littoral). Elle est une œuvre fermée, qui diffère d'un redan ouvert à l'arrière, et peut être construite à la hâte (ouvrage provisoire) ou être une structure permanente, comme les redoutes-modèles. 

## Présentation
Les redoutes étaient un composant des stratégies militaires de la majorité des empires européens de l'époque coloniale, bien que le concept de redoutes existât déjà dans l’Antiquité et à l’époque médiévale. Par définition, les murailles d’une redoute contiennent toujours des angles saillants. La redoute est complètement fermée et ne présente pas d’angles rentrants. Si l’ouvrage présente des angles rentrants, c’est un fort. (Voir les Lignes de Torres Vedras, la bataille de Borodino et le siège de Yorktown pour des exemples où les redoutes ont joué un rôle crucial dans l’histoire militaire.)

## Exemples de redoutes

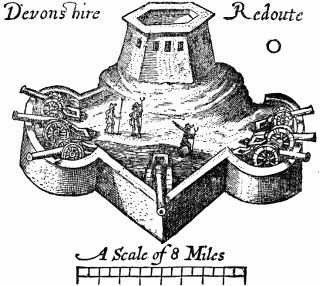
Redoute du Devonshire, Bermudes, 1614.
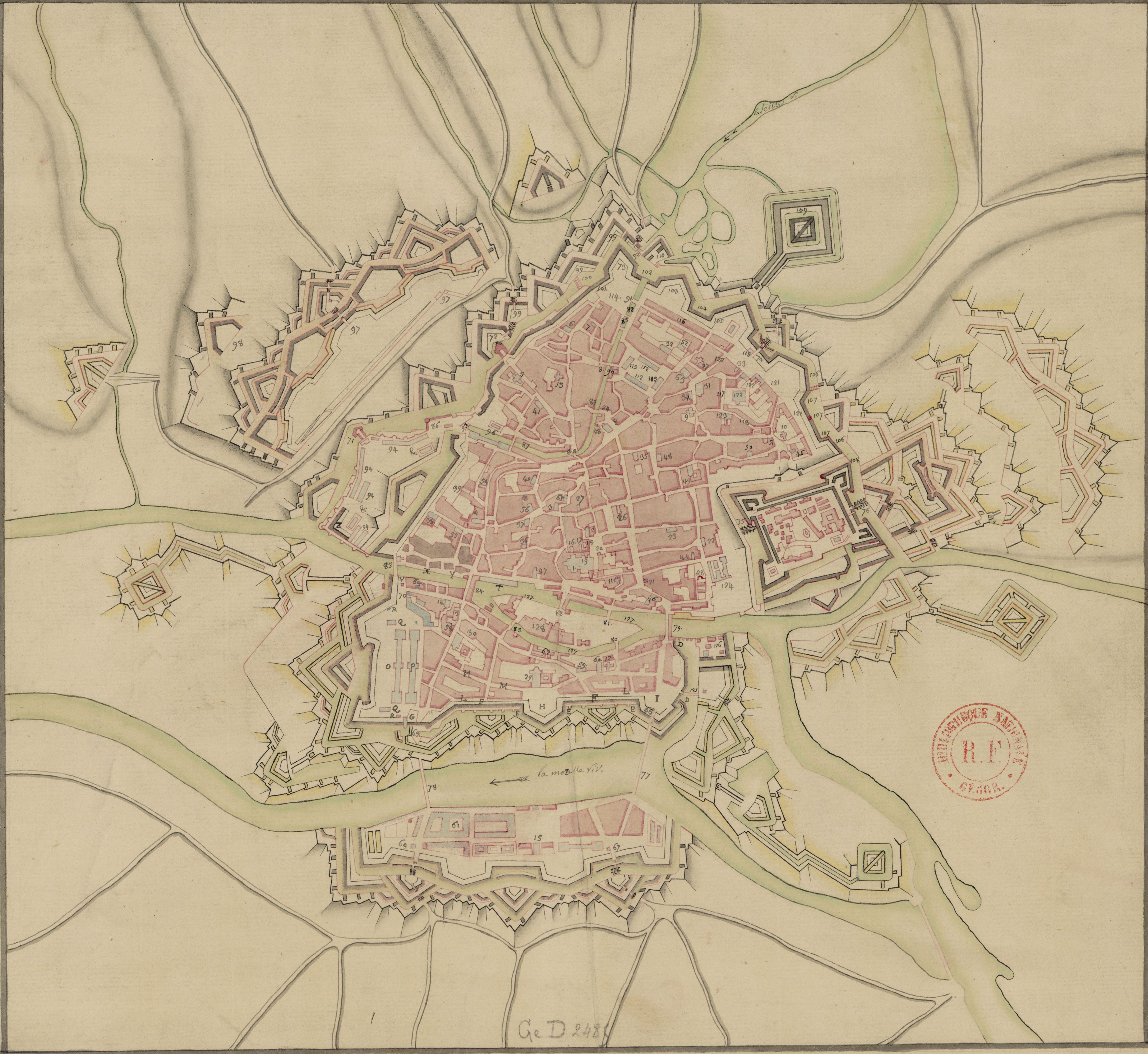
La redoute des fortifications de Metz en 1727, clairement identifiable. Trois autres complètent le dispositif.
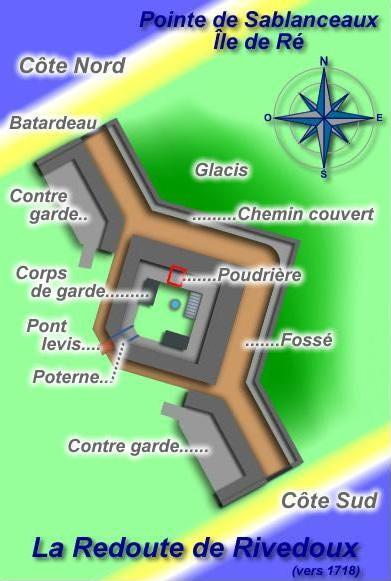
La redoute de Rivedoux barrant la pointe de Sablanceaux sur l’île de Ré.